# 提弥明
提弥明（前7世纪—前607年），又作祁彌明、示眯明，春秋时期晋国人物，中军将赵盾的车右。
前607年九月，晋灵公请赵盾喝酒，埋伏甲士，准备击杀赵盾。提弥明有所察觉，快步登上殿堂，说：“臣下侍奉国君饮酒，超过三杯，就不合礼了。”于是扶赵盾下殿。晋灵公让恶狗扑过去，提弥明上前搏斗，将狗杀死。赵盾说：“不用人而利用狗，虽然凶猛，又有什么用！”赵盾一边搏斗一边退了出去，提弥明被伏兵杀死。